# Thymus mastigophorus
Thymus mastigophorus — вид рослин родини глухокропивові (Lamiaceae), ендемік Іспанії.

## Опис
Напівчагарник до 10 см заввишки, повзучий. Вегетативні стебла ≈50 см, лежачі, зазвичай червонуваті, запушені, щільно волохаті зверху, квіткові стебла підняті. Листки 4.5–9 × 0.5–0.8 мм, лінійні, голі, з центральною жилкою, сидячі. Суцвіття ≈12 мм, щільні, головчасті. Приквітки 5–6.5 × 1.5–3 мм, еліптичні або яйцеподібні, плоскі, гострі або загострені, війчасті. Чашечка 4–5 мм, зазвичай пурпурова, запушена. Віночок ≈7 мм, пурпуровий. Сім'янка пурпурова, 0.7–1 мм, яйцювата. 2n = 28.

## Поширення
Ендемік північно-центральної Іспанії.
Населяє чагарники, зростає на основних субстратах, вапняках, мергелях на висотах 500–1300 м.